# Diego Aracena
Diego Aracena Aguilar (12 de noviembre de 1891-Santiago, 2 de mayo de 1972) fue un militar chileno, Comandante en Jefe de la Fuerza Aérea de Chile entre 1932 y 1938.

## Biografía

### Ejército
Ingresó a la Escuela Militar en 1906, egresando como Teniente 2.º de Infantería el 19 de febrero de 1911, destinado a la Escuela Militar Aeronáutica en 1914. Ahí obtiene el título de Piloto Aviador (1915) y asciende a Capitán (1916), para en 1921 obtener el título de Piloto Militar.
Debido al centenario de Brasil, el gobierno del Presidente Arturo Alessandri decide enviar un saludo personal a través de los pilotos Aracena y Federico Baraona Walton. El viaje Santiago-Río de Janeiro fue entre el 29 de agosto y el 14 de septiembre de 1922. Usando aviones DH-9, Aracena llega a corta distancia de su meta, completando el viaje en un hidroavión brasileño.
Nombrado Director Interino de la Escuela de Aeronáutica Militar y luego fue enviado a Inglaterra para perfeccionar sus conocimientos de aviación.
Su historial de ascensos en el Ejército es el siguiente:
- 17 de marzo de 1906: Cadete de la Escuela Militar del Libertador Bernardo O'Higgins
- 1 de febrero de 1911: Teniente 2.º (Infantería)
- 15 de marzo de 1912: Teniente 1.º
- 15 de julio de 1916: Capitán
- 24 de julio de 1925: Mayor
- 16 de julio de 1929: Teniente Coronel

Deja el Ejército con fecha 7 de junio de 1930, pasando a los servicios aéreos de la Subsecretaría de Aviación.

### Fuerza Aérea de Chile
Asumió como Jefe del Estado mayor de la Fuerza Aérea, fue edecán del Presidente de la República y en 1932 fue nombrado Subsecretario de Aviación y posteriormente Comandante en Jefe de la Fuerza Aérea de Chile, dejando el servicio activo en 1939.
Su historial de ascensos en la Fuerza Aérea es el siguiente:
- 11 de julio de 1930: Comandante de Escuadrilla (equivalente a Teniente Coronel)
- 11 de agosto de 1932: Comandante de Grupo (equivalente a Coronel)
- 22 de enero de 1934: Comodoro del Aire (equivalente a General de Brigada, actualmente corresponde a General de Brigada Aérea)
- 23 de enero de 1935: General del Aire

### Comandante en Jefe
En 1932, Aracena es nombrado Comandante en jefe de la Fuerza Aérea, siendo el último oficial con el grado de Comodoro del Aire y el primero en convertirse en General del Aire.
Como el Comandante de Jefe, sentó las bases de la Fuerza Aérea Nacional, que pasó a llamarse Fuerza Aérea de Chile. El 30 de abril de 1937, crea la Academia de Guerra Aérea.
En 1936 realizó la primera reunión de unidades aéreas en la Base Aérea El Bosque, y la realización de una simulación de ataque aéreo a la ciudad de Santiago.
Permanece en la Comandancia en Jefe hasta el 6 de enero de 1939, fecha en que se acoge a retiro.

### Muerte
Murió en Santiago el 2 de mayo de 1972, debido a un derrame cerebral.

## Medallas y condecoraciones
- Orden del Imperio Británico (Comandante, División Civil) ( Reino Unido)
- Orden de la Cruz del Sur (Gran Oficial) ( Brasil)
- Orden El Sol del Perú (Gran Cruz) ( Perú)
- Orden de la Corona de Italia (Gran Oficial) ( Italia)
- Legión de Honor (Comendador) ( Francia)
- Medalla de la Coronación de Jorge VI ( Reino Unido)

## Homenajes
- La Fuerza Aérea de Chile entrega la condecoración “Diego Aracena Aguilar” por servicios u oficios destacados y meritorios para la institución.[5]
- Un liceo municipal en la comuna de Lo Barnechea lleva su nombre.[6]
- El Aeropuerto de la ciudad de Iquique lleva su nombre.
- La isla Capitán Aracena fue nombrada en su honor.